# Wydział Informatyki i Telekomunikacji Politechniki Morskiej w Szczecinie
Wydział Informatyki i Telekomunikacji Politechniki Morskiej w Szczecinie – jeden z pięciu wydziałów obecnej Politechniki Morskiej w Szczecinie, został utworzony 1 października 2019, w ówczesnej  Akademii Morskiej w Szczecinie.
Wydział Informatyki i Telekomunikacji został utworzony na bazie kadry naukowej i zaplecza naukowo-dydaktycznego oraz infrastruktury laboratoryjnej i badawczej, Instytutu Technologii Morskich, wchodzącego w skład byłego Wydziału Nawigacyjnego AM. Siedziba mieści się przy ul. Wały Chrobrego 1-2.

## Kierunki studiów
- Informatyka

- Teleinformatyka

## Władze
- Dziekan; prof. dr hab. inż. Zbigniew Pietrzykowski

- Prodziekan ds. Nauki; dr hab. Piotr Borkowski, prof. PM

- Prodziekan ds. Kształcenia; dr inż. Łukasz Nozdrzykowski[1]

- Koordynator kierunku informatyka; mgr inż. Marcin Breitsprecher

- Koordynator kierunku teleinformatyka; dr inż. Piotr Majzner[1]

## Zadania
Zadania i cele Wydziału: prowadzenie bieżących badań naukowych oraz, zapewnienie wysokiego poziomu kształcenia dla studentów, w branży IT i ICT.
Obecnie studenci kształcą się; na studiach stacjonarnych I stopnia, inżynierskich z elektroniki i teleinformatyki, oraz I stopnia z zakresu informatyki. Na Wydziale realizowane są także studia podyplomowe z zakresu Big Data.